# Рамсей, Джордж, 12-й граф Далхаузи
Адмирал Джордж Рамсей, 12-й граф Далхаузи (англ. George Ramsay, 12th Earl of Dalhousie; 26 апреля 1806 — 20 июля 1880) — британский военно-морской офицер и пэр. Он был известен как Джордж Рамсей с 1806 по 1874 год.

## Происхождение
Родился 26 апреля 1806 года. Второй сын генерал-лейтенанта достопочтенного Джона Рамсея (1775—1842), четвертого сына Джорджа Рамсея, 8-го графа Далхаузи, и Мэри Делиз (? — 1843), дочери Филиппа Делиза.

## Карьера
Джордж Рамсей служил в Королевском флоте с 1820 года и был назначен кавалером ордена Бани в 1856 году . Он служил главнокомандующим Юго-восточного побережья Америки с 1866 по 1869 год и был повышен до звания адмирала в 1875 году.
6 июля 1874 года после смерти своего двоюродного брата, Фокса Мола-Рамсея, 11-го графа Далхаузи (1801—1874), Джордж Рамсей унаследовал титулы 12-го графа Далхаузи (Пэрство Шотландии), 12-го лорда Рамсея из Каррингтона (Пэрство Шотландии) и 13-го лорда Рамсея из Далхаузи (Пэрство Шотландии).
12 июня 1875 года для него был создан титул барона Рамсея из Гленмарка в графстве Форфаршир (Пэрство Соединённого королевства), что дало ему и его потомкам автоматическое место в Палате лордов Великобритании.
Лорд Далхаузи скончался в июле 1880 года в возрасте 74 лет, и ему наследовал его старший сын Джон.

## Личная жизнь
12 августа 1845 года Джордж Рамсей женился на Саре Фрэнсис Робертсон (? — 1 мая 1904), дочери эсквайра Уильяма Робертсона. У супругов было четверо сыновей:
- Джон Уильям Рамсей, 13-й граф Далхаузи (29 января 1847 — 25 ноября 1887), старший сын и преемник отца.
- Лейтенант Джордж Споттисвуд Рамсей (29 октября 1848—1873)
- Артур Далхаузи Рамсей (6 июля 1854 — 5 декабря 1857)
- Подполковник Достопочтенный Чарльз Мол Рамсей (29 января 1859 — 7 апреля 1936).